# 800 mètres masculin aux championnats du monde d'athlétisme 2022
Pour des articles plus généraux, voir Championnats du monde d'athlétisme 2022 et 800 mètres aux championnats du monde d'athlétisme.
Navigation
Doha 2019 Budapest 2023
L'épreuve du 800 mètres masculin des championnats du monde de 2022 se déroule les 20, 21 et 23 juillet 2022 au sein du stade Hayward Field à Eugene, aux États-Unis.

## Mimimas de qualification
Le minima de qualification est fixé à 1 min 45 s 20, la période de qualification est comprise entre le 27 juin 2021 et le 26 juin 2022.

## Résultats

### Finale
| Rang               | Athlète           | Pays      | Temps         | Notes |
| ------------------ | ----------------- | --------- | ------------- | ----- |
| Médaille d'or      | Emmanuel Korir    | Kenya     | 1 min 43 s 71 | SB    |
| Médaille d'argent  | Djamel Sedjati    | Algérie   | 1 min 44 s 14 |       |
| Médaille de bronze | Marco Arop        | Canada    | 1 min 44 s 28 |       |
| 4                  | Emmanuel Wanyonyi | Kenya     | 1 min 44 s 54 |       |
| 5                  | Slimane Moula     | Algérie   | 1 min 44 s 85 |       |
| 6                  | Gabriel Tual      | France    | 1 min 45 s 49 |       |
| 7                  | Peter Bol         | Australie | 1 min 45 s 51 |       |
| 8                  | Wyclife Kinyamal  | Kenya     | 1 min 47 s 07 |       |

### Demi-finales
Les 2 premiers de chaque série (Q) et les 2 meilleurs temps (q) se qualifient pour la finale.
| Rang | Série | Athlète             | Pays        | Temps   | Notes |
| ---- | ----- | ------------------- | ----------- | ------- | ----- |
| 1    | 3     | Slimane Moula       | Algérie     | 1:44.89 | Q     |
| 2    | 3     | Marco Arop          | Canada      | 1:45.12 | Q     |
| 3    | 1     | Emmanuel Korir      | Kenya       | 1:45.38 | Q, SB |
| 4    | 3     | Emmanuel Wanyonyi   | Kenya       | 1:45.42 | q     |
| 5    | 2     | Djamel Sedjati      | Algérie     | 1:45.44 | Q     |
| 6    | 1     | Wyclife Kinyamal    | Kenya       | 1:45.49 | Q     |
| 7    | 2     | Gabriel Tual        | France      | 1:45.53 | Q     |
| 8    | 1     | Peter Bol           | Australie   | 1:45.58 | q     |
| 9    | 3     | Benjamin Robert     | France      | 1:45.67 |       |
| 10   | 3     | Mark English        | Irlande     | 1:45.78 |       |
| 11   | 1     | Kyle Langford       | Royaume-Uni | 1:45.91 |       |
| 12   | 3     | Abdessalem Ayouni   | Tunisie     | 1:46.08 |       |
| 13   | 1     | Jesús Tonatiú López | Mexique     | 1:46.17 |       |
| 14   | 2     | Daniel Rowden       | Royaume-Uni | 1:46.27 |       |
| 15   | 3     | Álvaro de Arriba    | Espagne     | 1:46.30 |       |
| 16   | 2     | Catalin Tecuceanu   | Italie      | 1:46.31 |       |
| 17   | 2     | Moad Zahafi         | Maroc       | 1:46.35 |       |
| 18   | 3     | Abdelati El Guesse  | Maroc       | 1:46.46 |       |
| 19   | 2     | Mariano García      | Espagne     | 1:46.70 |       |
| 20   | 1     | Tony van Diepen     | Pays-Bas    | 1:46.70 |       |
| 21   | 2     | Andreas Kramer      | Suède       | 1:46.71 |       |
| 22   | 2     | Noah Kibet          | Kenya       | 1:47.15 |       |
| 23   | 1     | Elhassane Moujahid  | Maroc       | 1:47.18 |       |
| 24   | 1     | Tolesa Bodena       | Éthiopie    | 1:50.55 |       |

### Séries
Les 3 premiers de chaque série (Q) et les 6 meilleurs temps (q) se qualifient pour les demi-finales.
| Rang | Série | Athlète                   | Pays               | Temps   | Notes |
| ---- | ----- | ------------------------- | ------------------ | ------- | ----- |
| 1    | 5     | Marco Arop                | Canada             | 1:44.56 | Q     |
| 2    | 5     | Jesús Tonatiú López       | Mexique            | 1:44.67 | Q, SB |
| 3    | 5     | Mark English              | Irlande            | 1:44.76 | Q, SB |
| 4    | 5     | Cătălin Tecuceanu         | Italie             | 1:44.83 | q, PB |
| 5    | 6     | Slimane Moula             | Algérie            | 1:44.90 | Q     |
| 6    | 6     | Wyclife Kinyamal          | Kenya              | 1:45.08 | Q     |
| 7    | 6     | Abdelati El Guesse        | Maroc              | 1:45.25 | Q, SB |
| 8    | 5     | Noah Kibet                | Kenya              | 1:45.41 | q     |
| 9    | 2     | Peter Bol                 | Australie          | 1:45.50 | Q     |
| 10   | 6     | Daniel Rowden             | Royaume-Uni        | 1:45.53 | q, SB |
| 11   | 2     | Kyle Langford             | Royaume-Uni        | 1:45.68 | Q     |
| 12   | 2     | Mariano García            | Espagne            | 1:45.74 | Q     |
| 13   | 5     | Andreas Kramer            | Suède              | 1:45.77 | q     |
| 14   | 6     | Tolesa Bodena             | Éthiopie           | 1:45.81 | q     |
| 15   | 2     | Benjamin Robert           | France             | 1:45.94 | q     |
| 16   | 5     | Yassine Hathat            | Algérie            | 1:46.05 |       |
| 17   | 3     | Moad Zahafi               | Maroc              | 1:46.15 | Q     |
| 18   | 2     | Abedin Mujezinović        | Bosnie-Herzégovine | 1:46.26 | SB    |
| 19   | 3     | Gabriel Tual              | France             | 1:46.34 | Q     |
| 20   | 4     | Djamel Sedjati            | Algérie            | 1:46.39 | Q     |
| 21   | 3     | Emmanuel Wanyonyi         | Kenya              | 1:46.45 | Q     |
| 22   | 4     | Tony van Diepen           | Pays-Bas           | 1:46.59 | Q     |
| 23   | 4     | Abdessalem Ayouni         | Tunisie            | 1:46.59 | Q     |
| 24   | 3     | Eliott Crestan            | Belgique           | 1:46.61 |       |
| 25   | 4     | Adrián Ben                | Espagne            | 1:46.71 |       |
| 26   | 2     | Donavan Brazier           | États-Unis         | 1:46.72 |       |
| 27   | 6     | Patryk Dobek              | Pologne            | 1:46.80 |       |
| 28   | 3     | Bryce Hoppel              | États-Unis         | 1:46.98 |       |
| 29   | 4     | Brandon Miller            | États-Unis         | 1:47.29 |       |
| 30   | 3     | Mateusz Borkowski         | Pologne            | 1:47.61 |       |
| 31   | 4     | Tshepo Tshite             | Afrique du Sud     | 1:47.61 |       |
| 32   | 4     | Brad Mathas               | Nouvelle-Zélande   | 1:47.70 |       |
| 33   | 3     | Navasky Anderson          | Jamaïque           | 1:48.37 |       |
| 34   | 2     | Patryk Sieradzki          | Pologne            | 1:48.78 |       |
| 35   | 1     | Emmanuel Kipkurui Korir   | Kenya              | 1:49.05 | Q     |
| 36   | 1     | Elhassane Moujahid        | Maroc              | 1:49.27 | Q     |
| 37   | 1     | Álvaro de Arriba          | Espagne            | 1:49.30 | Q     |
| 38   | 1     | Ermias Girma              | Éthiopie           | 1:49.36 |       |
| 39   | 6     | Žan Rudolf                | Slovénie           | 1:49.87 |       |
| 40   | 1     | Marc Reuther              | Allemagne          | 1:50.75 |       |
| 41   | 3     | Brandon McBride           | Canada             | 1:57.43 |       |
| 42   | 1     | Manuel Belo Amaral Ataide | Timor oriental     | 1:58.91 | SB    |
|      | 5     | Jonah Koech               | États-Unis         |         | DQ    |
|      | 2     | Alex Amankwah             | Ghana              |         | DQ    |
|      | 1     | Max Burgin                | Royaume-Uni        |         | DNS   |

## Légende
Records et Performances
- AR : Record continental (area record)
- CR : Record des championnats (championship record)
- MR : Record du meeting (meet record)
- NR : Record national (national record)
- OR : Record olympique (olympic record)
- PR : Record paralympique (paralympic record)
- PB : Record personnel (personal best)
- SB : Meilleure performance personnelle de la saison (season's best)
- WL : Meilleure performance mondiale de l'année (world leader)
- WJR : Record du monde junior (world junior record)
- WR : Record du monde (world record)

Circonstances et Conditions
- DNF : N'a pas terminé (did not finish)
- DNS : N'a pas pris le départ (did not start)
- DQ : Disqualification (disqualification)
- NM : Aucun essai valable enregistré (No Mark)
- Q : Qualifié « directement » au prochain tour (ou à la prochaine compétition), lors d'une compétition majeure, grâce au classement ou à la réalisation des minima (automatic qualifier)
- q : Qualifié au prochain tour (ou à la prochaine compétition), lors d'une compétition majeure, grâce au repêchage ou à la réalisation de l'une des meilleures performances parmi celles des « non qualifiés directement » (grâce au meilleur temps ou à la meilleure distance par exemple) (secondary qualifier)